# Daniel Blumberg
Daniel Blumberg est un artiste expérimental et un plasticien britannique, né à Londres en 1990. Actif dans les domaines de la musique indie, du free jazz et des arts visuels, il est reconnu pour ses collaborations transdisciplinaires et son approche improvisée.

## Parcours musical
En 2009, il cofonde le groupe Yuck, dont le premier album éponyme (2011) est salué par la critique pour son mélange de shoegaze et d'influences indie rock des années 1990.

## Distinctions
- Oscars 2025 : Meilleure musique de film pour The Brutalist